# Ругон
Руго́н (фр. Rougon, окс. Rogon) — коммуна во Франции, находится в регионе Прованс — Альпы — Лазурный Берег. Департамент коммуны — Альпы Верхнего Прованса. Входит в состав кантона Кастеллан. Округ коммуны — Кастелан.
Код INSEE коммуны — 04171.

## Население
Население коммуны на 2008 год составляло 114 человек.
| 1962 | 1968 | 1975 | 1982 | 1990 | 1999 | 2008 |
| ---- | ---- | ---- | ---- | ---- | ---- | ---- |
| 52   | 41   | 40   | 55   | 77   | 85   | 114  |

## Экономика
В 2007 году среди 78 человек в трудоспособном возрасте (15—64 лет) 37 были экономически активными, 41 — неактивными (показатель активности — 47,4 %, в 1999 году было 66,0 %). Из 37 активных работали 33 человека (16 мужчин и 17 женщин), безработных было 4 (2 мужчин и 2 женщины). Среди 41 неактивных 4 человека были учениками или студентами, 20 — пенсионерами, 17 были неактивными по другим причинам.

## Достопримечательности
- Приходская церковь Нотр-Дам-де-ла-Рош-э-Сен-Ромен в романском стиле
- Часовня Сен-Кристоф (XVII век)
- Мост Тюссе (XVIII век)
- Мост Каражуан (XVIII век)